# Acht van Chaam
Acht van Chaam é uma corrida profissional de ciclismo em categoria tanto masculina como feminina, que se disputa na localidade de Chaam, Países Baixos. A primeira edição disputou-se em 1933 e desde inclui 2001 a categoria feminina.
A prova desenvolve-se na um circuito de rua que forma um tipo de «8» a repetir várias vezes (da origem do nome da competição). Além da prova aberta aos profissionais, das competições femininas, para as amadoras e para os juniores estão no programa.

## Palmarés

### Palmarés masculino
| Ano     | Ganhador                               | Segundo                                | Terceiro                               |
| ------- | -------------------------------------- | -------------------------------------- | -------------------------------------- |
| 1933    | Matthijs van Oers                      | Armand Haesendonck                     | Frans Dictus                           |
| 1934    | Frans Dictus                           | Edward Vissers                         | Camiel Michielsen                      |
| 1935    | Karel Kaers                            | Cees Pellenaars                        | Frans Dictus                           |
| 1936    | Karel Kaers                            | Alfons Korthout                        | Frans Spiessens                        |
| 1937    | Gerrit van de Ruit                     | Theo Middelkamp                        | Frans Slaats                           |
| 1938    | Karel Kaers                            | Gerrit Schulte                         | Theo Middelkamp                        |
| 1939    | Gerrit Schulte                         | John Braspenninckx                     | Janus Hellemans                        |
| 1940    | Cor de Groot                           | Cees Valentijn                         | Frans Pauwels                          |
| 1941-46 | suspendida pela Segunda Guerra Mundial | suspendida pela Segunda Guerra Mundial | suspendida pela Segunda Guerra Mundial |
| 1947    | Cees Joosen                            | Piet van As                            | Louis Motké                            |
| 1948    | André de Korver                        | Theo Hopstaken                         | Cees Joosen                            |
| 1949    | John Braspennincx                      | Joep Savelsberg                        | Piet van As                            |
| 1950    | Wout Wagtmans                          | Gérard van Beek                        | Gerrit Voorting                        |
| 1951    | Karel Leysen                           | Henk Faanhof                           | René Mertens                           |
| 1952    | Wout Wagtmans                          | Gerrit Voorting                        | Piet van As                            |
| 1953    | Wim van Est                            | Gerrit Voorting                        | Adri Voorting                          |
| 1954    | Gerrit Voorting                        | Wim van Est                            | Marcel Janssens                        |
| 1955    | Wim van Est                            | Jan Konings                            | Gijs Pauw                              |
| 1956    | Rik Van Steenbergen                    | Gerrit Schulte                         | Gerrit Voorting                        |
| 1957    | Frans Mahn                             | Leio van de Brand                      | Bran van Sluijs                        |
| 1958    | Rik Van Steenbergen                    | Wim van Est                            | Leio Prost                             |
| 1959    | Joop van der Putten                    | Leio van der Pluym                     | Bram Kool                              |
| 1960    | Rik Van Steenbergen                    | Albert van Egmond                      | Piet Damen                             |
| 1961    | Rik Luyten                             | Joseph Groussard                       | Piet Damen                             |
| 1962    | Willy Vannitsen                        | Rik Luyten                             | Joop van der Putten                    |
| 1963    | Jo de Roo                              | Guillaume Van Tongerloo                | Wim van Est                            |
| 1964    | Jo de Roo                              | Jan Boonen                             | Jaap Kersten                           |
| 1965    | Cees Lute                              | Gerben Karstens                        | Peter Post                             |
| 1966    | Gerben Karstens                        | Jozef Verachtert                       | Rik Luyten                             |
| 1967    | Jo de Roo                              | Gerard Vianen                          | John Brouwer                           |
| 1968    | Marinus Wagtmans                       | Jan Janssen                            | Cees Zoontjens                         |
| 1969    | Jan van Katwijk                        | Gerben Karstens                        | Jan Harings                            |
| 1970    | Jan Krekels                            | Harry Stevens                          | Lêem Poortvliet                        |
| 1971    | Marinus Wagtmans                       | Gustaaf Van Roosbroeck                 | Gerard Harings                         |
| 1972    | Tino Tabak                             | Marian Polansky                        | Jos van der Vleuten                    |
| 1973    | Joop Zoetemelk                         | Gerben Karstens                        | Henk Benjamins                         |
| 1974    | Piet van Katwijk                       | Albert Hulzebosch                      | Jos Schipper                           |
| 1975    | Tino Tabak                             | Joop Zoetemelk                         | Patrick Sercu                          |
| 1976    | Aad van den Hoek                       | Ronald De Witte                        | Hennie Kuiper                          |
| 1977    | Dietrich Thurau                        | Rik Van Linden                         | Wilfried Wesemael                      |
| 1978    | Gerrie Knetemann                       | Jan Raas                               | Theo Smit                              |
| 1979    | Gerrie Knetemann                       | Jan Raas                               | Hennie Kuiper                          |
| 1980    | Jan Raas                               | Leio van Vliet                         | Piet van Katwijk                       |
| 1981    | Roy Schuiten                           | Johan van der Velde                    | Adri van Houwelingen                   |
| 1982    | Johan van der Velde                    | Peter Winnen                           | Jan Raas                               |
| 1983    | Henk Lubberding                        | Frits Pirard                           | Jan Raas                               |
| 1984    | Jacques Hanegraaf                      | Gerard Veldscholten                    | Leio van Vliet                         |
| 1985    | Eddy Planckaert                        | Adrie van der Poel                     | Jan van Houwelingen                    |
| 1986    | Adrie van der Poel                     | Johan van der Velde                    | Steven Rooks                           |
| 1987    | Erik Breukink                          | Stephen Roche                          | Pedro Delgado                          |
| 1988    | Steven Rooks                           | Pedro Delgado                          | Gerrit Solleveld                       |
| 1989    | Jelle Nijdam                           | Jean-Paul van Poppel                   | Sean Kelly                             |
| 1990    | Gerrit Solleveld                       | Olaf Ludwig                            | Erik Breukink                          |
| 1991    | Gert-Jan Theunisse                     | Jean-Paul van Poppel                   | Jelle Nijdam                           |
| 1992    | Jean-Paul van Poppel                   | Jelle Nijdam                           | Jan Siemons                            |
| 1993    | Eddy Bouwmans                          | Zenon Jaskuła                          | Gert Jacobs                            |
| 1994    | Serguei Outschakov                     | Hendrik Redant                         | Maarten den Bakker                     |
| 1995    | George Hincapie                        | Thomas Fleischer                       | Servais Knaven                         |
| 1996    | Mike Weissmann                         | Johan Capiot                           | Jeroen Blijlevens                      |
| 1997    | Adrie van der Poel                     | Servais Knaven                         | Erik Dekker                            |
| 1998    | Jeroen Blijlevens                      | Robbie McEwen                          | Léon van Bon                           |
| 1999    | Michael Boogerd                        | George Hincapie                        | Servais Knaven                         |
| 2000    | Marco Pantani                          | Léon van Bon                           | Jans Koerts                            |
| 2001    | Servais Knaven                         | Jans Koerts                            | Jan Ullrich                            |
| 2002    | Erik Dekker                            | Servais Knaven                         | Rudi Kemna                             |
| 2003    | Servais Knaven                         | Aleksandr Vinokurov                    | Alessandro Petacchi                    |
| 2004    | Ivan Basso                             | Max van Heeswijk                       | Thor Hushovd                           |
| 2005    | Tom Boonen                             | Léon van Bon                           | Servais Knaven                         |
| 2006    | Michael Boogerd                        | Stef Clement                           | Steven de Jongh                        |
| 2007    | Koos Moerenhout                        | Mauricio Soler                         | Bram Tankink                           |
| 2008    | Óscar Freire                           | Robbie McEwen                          | Lars Boom                              |
| 2009    | Laurens ten Dam                        | Andy Schleck                           | Steven de Jongh                        |
| 2010    | Niki Terpstra                          | Robert Gesink                          | Servais Knaven                         |
| 2011    | Johnny Hoogerland                      | Fränk Schleck                          | Niki Terpstra                          |
| 2012    | Bauke Mollema                          | Tom Veelers                            | Haimar Zubeldia                        |
| 2013    | Marcel Kittel                          | Danny van Poppel                       | Boy van Poppel                         |
| 2014    | Niki Terpstra                          | Lars Boom                              | Tom Veelers                            |
| 2015    | Robert Gesink                          | Daniel Teklehaimanot                   | Stef Clement                           |
| 2016    | Stef Clement                           | Bauke Mollema                          | Danny van Poppel                       |
| 2017    | Chris Froome                           | Bauke Mollema                          | Dylan Groenewegen                      |
| 2018.   | Jaap Kooijman                          | Jordi van Loon                         | Nick van der Meer                      |
| 2019.   | Egan Bernal                            | Steven Kruijswijk                      | Dylan Groenewegen                      |

### Palmarés feminino
| Ano  | Ganhador                      | Segundo              | Terceiro              |
| ---- | ----------------------------- | -------------------- | --------------------- |
| 1992 | Monique Knol                  | M. Groen             | A. Artmann            |
| 2001 | Leontien Zijlaard-vão Moorsel | Andrea Bosman        | Sandra Rombouts       |
| 2002 | Leontien Zijlaard-vão Moorsel | Madeleine Lindberg   | Sandra Rombouts       |
| 2003 | Lado Koedooder                | Ghita Beltman        | Elsbeth Van Rooy-Vink |
| 2004 | Leontien Zijlaard-vão Moorsel | Arenda Grimberg      | Daphny van den Brand  |
| 2005 | Não se disuputó               | Não se disuputó      | Não se disuputó       |
| 2006 | Suzanne de Goede              | Sandra Rombouts      | Marianne Vos          |
| 2007 | Marianne Vos                  | Ellen van Dijk       | Regina Bruins         |
| 2008 | Lado Koedooder                | Jaccolien Wallaard   | Lizzie Armitstead     |
| 2009 | Marianne Vos                  | Nikki Harris         | Arenda Grimberg       |
| 2010 | Chantal Blaak                 | Hanka Kupfernagel    | Loes Gunnewijk        |
| 2011 | Marianne Vos                  | Lado Koedooder       | Sarah Düster          |
| 2012 | Nina Kessler                  | Esra Tromp           | Rebecca Devastem      |
| 2013 | Thalita de Jong               | Amy Pieters          | Loes Gunnewijk        |
| 2014 | Marianne Vos                  | Lado Koedooder       | Thalita de Jong       |
| 2015 | Thalita de Jong               | Hanka Kupfernagel    | Lado Koedooder        |
| 2016 | Marianne Vos                  | Anna van der Breggen | Thalita de Jong       |
| 2017 | Marianne Vos                  | Anna van der Breggen | Nina Kessler          |
| 2018 | Marianne Vos                  | Lauretta Hanson      | Natalie van Gogh      |
| 2019 | Marianne Vos                  | Annemiek van Vleuten | Floortje Mackaij      |

Fontes